# Aldabrachelys gigantea hololissa
Aldabrachelys gigantea hololissa is een schildpad uit de familie landschildpadden (Testudinidae). Het is een ondersoort van de seychellenreuzenschildpad (Aldabrachelys gigantea). Lange tijd werd de schildpad als een aparte soort beschouwd onder de wetenschappelijke naam Dipsochelys hololissa, maar dit wordt algemeen gezien als achterhaald. De schildpad is uitgestorven in het wild. Er zijn wel nog exemplaren in gevangenschap bekend.
De ondersoort werd voor het eerst wetenschappelijk beschreven door Albert Carl Lewis Gotthilf Günther in 1877. Oorspronkelijk werd de wetenschappelijke naam Testudo hololissa gebruikt. Vroeger werd de soort ook wel tot het geslacht Geochelone gerekend. Hierdoor wordt in de literatuur vaak een verouderde wetenschappelijke naam vermeld.
Aldabrachelys gigantea hololissa komt voor in Afrika en leeft endemisch op de Seychellen, en alleen op de Aldabra-atol. De schildpad bereikt een maximale schildlengte tot ongeveer 91 centimeter. De kleur van het schild is grijsbruin.